# Campeonato de España de Yolas
El Campeonato de España de Yolas es la máxima competición nacional de España de remo en la modalidad de yolas. Se celebra anualmente en una sede diferente, organizado por la Federación Española de Remo desde 1944, aunque tuvo períodos donde no pudo celebrarse.

## Ediciones
| N.º                                                                              | Año                 | Sede          | Yolas a 4                                     | Yolas a 2                                     | Canoé                                         |
| -------------------------------------------------------------------------------- | ------------------- | ------------- | --------------------------------------------- | --------------------------------------------- | --------------------------------------------- |
| I                                                                                | 20/08/1944          | Portugalete   | X                                             |                                               |                                               |
| II                                                                               | 09/1945             | San Sebastián | X                                             |                                               | X                                             |
| III                                                                              | 24/09/1946          | Barcelona     | X                                             |                                               | X                                             |
| IV                                                                               | 15 y 16/08/1947     | Bañolas       | X                                             | X                                             | X                                             |
| V                                                                                | 05/09/1948          | Vigo          | X                                             | X                                             | X                                             |
| VI                                                                               | 09/10/1949          | Alicante      | X                                             | X                                             | X                                             |
| VII                                                                              | 12/10/1950          | Alicante      | X                                             | X                                             | X                                             |
| VIII                                                                             | 15/11/1951          | Barcelona     | X                                             | X                                             | X                                             |
| IX                                                                               | 16/08/1952          | Málaga        | X                                             | X                                             | X                                             |
| X                                                                                | 12/10/1953          | Tarragona     | X                                             | X                                             | X                                             |
| XI                                                                               | 29/08/1954          | San Sebastián | X                                             | X                                             | X                                             |
| XII                                                                              | 23/09/1955          | Tarragona     | X                                             | X                                             | X                                             |
| XIII                                                                             | 28, 29 y 30/09/1956 | Sevilla       | X                                             | X                                             | X                                             |
| No se disputó la edición de 1957 por la preparación para el Campeonato de Europa |                     |               |                                               |                                               |                                               |
| XIV                                                                              | 14 y 15/10/1958     | Zaragoza      | X                                             |                                               | X                                             |
| XV                                                                               | 16 y 17/10/1959     | Sevilla       | X                                             |                                               | X                                             |
| XVI                                                                              | 6 y 07/08/1960      | Alicante      | X                                             | X                                             | X                                             |
| XVII                                                                             | 29 y 30/09/1961     | Sevilla       | X                                             | X                                             | X                                             |
| XVIII                                                                            | 14, 15 y 16/09/1962 | Tudela        | X                                             |                                               | X                                             |
| XIX                                                                              | 23 y 24/09/1963     | Tarragona     | X                                             |                                               | X                                             |
| XX                                                                               | 22, 23 y 24/08/1964 | Avilés        | X                                             | X                                             | X                                             |
| XXI                                                                              | 21, 22 y 24/07/1965 | Ferrol        | X                                             |                                               | X                                             |
| XXII                                                                             | 20 y 21/08/1966     | Avilés        | X                                             |                                               | X                                             |
| XXIII                                                                            | 16 y 17/09/1967     | Zaragoza      | Suspendido por orden de la comisión directiva | Suspendido por orden de la comisión directiva | Suspendido por orden de la comisión directiva |

## Palmarés masculino de yolas a 4
| Año  | Ganador                                       | Segundo                                       | Tercero                                       |
| ---- | --------------------------------------------- | --------------------------------------------- | --------------------------------------------- |
| 1944 | Real Club Marítimo de Barcelona               | Real Club Náutico de Tarragona                | Real Club de Regatas de Alicante              |
| 1945 | Real Club Marítimo de Barcelona               | Ur-Kirolak                                    | Real Club Náutico de Tarragona                |
| 1946 | Ur-Kirolak                                    | Real Club Marítimo de Barcelona               | Real Club Náutico de Tarragona                |
| 1947 | Ur-Kirolak                                    | Real Club Náutico de Tarragona                | Real Club Marítimo de Barcelona               |
| 1948 | Ur-Kirolak                                    | Real Club Marítimo de Barcelona               | Real Club Náutico de Tarragona                |
| 1949 | Ur-Kirolak                                    | Real Club Marítimo de Barcelona               | Real Club de Regatas de Alicante              |
| 1950 | Real Club Marítimo de Barcelona               | Educación y Descanso de Barcelona             | Real Club de Regatas de Alicante              |
| 1951 | Real Club Marítimo de Barcelona               | Real Club de Regatas de Alicante              | Real Club Náutico de Tarragona                |
| 1952 | Ur-Kirolak                                    | Real Club Náutico de Tarragona                | Real Club Mediterráneo                        |
| 1953 | Real Club Náutico de Tarragona                | Real Club Náutico de Vigo                     | Real Club Marítimo de Barcelona               |
| 1954 | Ur-Kirolak                                    | Real Club Náutico de Tarragona                | Real Club Mediterráneo                        |
| 1955 | Real Club Náutico de Tarragona                | Real Club Náutico de Vigo                     | Real Club de Regatas de Alicante              |
| 1956 | Ur-Kirolak                                    | Real Club Náutico de Tarragona                | Real Club de Regatas de Alicante              |
| 1958 | Real Club Náutico de Vigo                     | Real Club de Regatas de Alicante              | Agrupación Deportiva Plus Ultra               |
| 1959 | Real Club Náutico de Vigo                     | Real Club de Regatas de Alicante              | Real Club Marítimo de Barcelona               |
| 1960 | Real Club de Regatas de Alicante              | Real Club Marítimo de Barcelona               | Ur-Kirolak                                    |
| 1961 | Ur-Kirolak                                    | Real Club Marítimo de Barcelona               | Real Club Mediterráneo                        |
| 1962 | Agrupación Deportiva Plus Ultra               | Regimiento de Pontoneros de Zaragoza          | Real Club Náutico de Vigo                     |
| 1963 | Agrupación Deportiva Plus Ultra               | Club Natación Helios                          | Banco Central de Madrid                       |
| 1964 | Banco Central de Madrid                       | Club Náutico Sevilla                          | Ur-Kirolak                                    |
| 1965 | Marina de Guerra de Ferrol                    | Marina de Guerra de San Fernando              | Cofradía de Pescadores de Ares                |
| 1966 | Agrupación Deportiva Plus Ultra               | Marina de Guerra de Ferrol                    | Club Universitario de San Sebastián           |
| 1967 | Suspendido por orden de la comisión directiva | Suspendido por orden de la comisión directiva | Suspendido por orden de la comisión directiva |

## Palmarés masculino de yolas a 2
| Año  | Ganador                                       | Segundo                                       | Tercero                                       |
| ---- | --------------------------------------------- | --------------------------------------------- | --------------------------------------------- |
| 1947 | Real Club Marítimo de Barcelona               | Real Club Náutico de Tarragona                | G.E. y E.G. de Gerona                         |
| 1948 | Educación y Descanso de Barcelona             | Club Natación Reus Ploms                      | Real Club Marítimo de Barcelona               |
| 1949 | Real Club Marítimo de Barcelona               | Educación y Descanso de Barcelona             | Real Club de Regatas de Alicante              |
| 1950 | Educación y Descanso de Barcelona             | Real Club de Regatas de Alicante              | Real Club Marítimo de Barcelona               |
| 1951 | Educación y Descanso de Barcelona             | Real Club Marítimo de Barcelona               | Club Natación Reus Ploms                      |
| 1952 | Real Club Náutico de Tarragona                | Educación y Descanso de Barcelona             | Real Club Marítimo de Barcelona               |
| 1953 | Real Club Náutico de Tarragona                | Real Club Marítimo de Barcelona               | G.E. y E.G. de Gerona                         |
| 1954 | Real Club Náutico de Tarragona                | Ur-Kirolak                                    | Club Natación Reus Ploms                      |
| 1955 | Real Club Náutico de Tarragona                | Real Club Náutico de Vigo                     | Real Club de Regatas de Alicante              |
| 1956 | Real Club Náutico de Tarragona                | Real Club Náutico de Vigo                     | Hogar del Remo de Barcelona                   |
| 1958 | Real Club Náutico de Vigo                     | Real Club Náutico de Tarragona                | Real Club de Regatas de Alicante              |
| 1959 | Club Náutico Sevilla                          | Real Club Náutico de Vigo                     | Real Club Marítimo de Barcelona               |
| 1960 | Real Club Marítimo de Barcelona               | Real Club Náutico de Vigo                     | Real Club Mediterráneo                        |
| 1961 | Real Club Mediterráneo                        | Club Náutico Sevilla                          | Real Club Náutico de Tarragona                |
| 1962 | Club Náutico Sevilla                          | Real Club Náutico de Vigo                     | Real Club Marítimo de Barcelona               |
| 1963 | Real Club Mediterráneo                        | Real Club Náutico de Vigo                     | Real Club Marítimo de Barcelona               |
| 1964 | Banco Central de Madrid                       | Real Club Náutico de Tarragona                | Real Club Marítimo de Barcelona               |
| 1965 | Real Club de Regatas de Alicante              | Real Club Náutico de Vigo                     | Club Náutico Sevilla                          |
| 1966 | Club Náutico Sevilla                          | Club Natación Bañolas                         | Banco Central de Madrid                       |
| 1967 | Suspendido por orden de la comisión directiva | Suspendido por orden de la comisión directiva | Suspendido por orden de la comisión directiva |

## Palmarés masculino de canoé
| Año  | Ganador                                       | Segundo                                       | Tercero                                       |
| ---- | --------------------------------------------- | --------------------------------------------- | --------------------------------------------- |
| 1945 | Real Club Náutico de Tarragona                | Real Club de Regatas de Alicante              | Ur-Kirolak                                    |
| 1946 | Real Club Marítimo de Barcelona               | Real Club Náutico de Tarragona                | -                                             |
| 1947 | Real Club Náutico de Tarragona                | Real Club Marítimo de Barcelona               | -                                             |
| 1948 | Real Club Náutico de Tarragona                | -                                             | -                                             |
| 1949 | Real Club Marítimo de Barcelona               | Real Club Náutico de Tarragona                | Real Club de Regatas de Alicante              |
| 1950 | Real Club Marítimo de Barcelona               | Real Club de Regatas de Alicante              | -                                             |
| 1951 | Club de Remo Barcelona                        | Real Club Náutico de Tarragona                | Real Club Marítimo de Barcelona               |
| 1952 | Real Club Náutico de Tarragona                | Real Club Mediterráneo                        | -                                             |
| 1953 | Real Club Náutico de Tarragona                | Real Club Marítimo de Barcelona               | -                                             |
| 1954 | Real Club Náutico de Tarragona                | -                                             | -                                             |
| 1955 | No se celebró                                 | No se celebró                                 | No se celebró                                 |
| 1956 | Real Club Náutico de Tarragona                | Real Club de Regatas de Alicante              | Real Club Marítimo de Barcelona               |
| 1958 | No se celebró                                 | No se celebró                                 | No se celebró                                 |
| 1959 | No se celebró                                 | No se celebró                                 | No se celebró                                 |
| 1960 | Club Natación Bañolas                         | Real Club de Regatas de Alicante              | Real Club Marítimo de Barcelona               |
| 1961 | Club Centralban de Barcelona                  | Real Club de Regatas de Alicante B            | Real Club de Regatas de Alicante A            |
| 1962 | No se celebró                                 | No se celebró                                 | No se celebró                                 |
| 1963 | No se celebró                                 | No se celebró                                 | No se celebró                                 |
| 1964 | Real Club Náutico de Tarragona                | Real Club Marítimo de Barcelona               | Real Club de Regatas de Alicante              |
| 1965 | No se celebró                                 | No se celebró                                 | No se celebró                                 |
| 1966 | No se celebró                                 | No se celebró                                 | No se celebró                                 |
| 1967 | Suspendido por orden de la comisión directiva | Suspendido por orden de la comisión directiva | Suspendido por orden de la comisión directiva |